# Kurkuma
Kurkuma (znanstveno ime Curcuma longa) je rastlina doma v tropskih gozdovih jugovzhodne Azije. Danes jo gojijo na jugu Kitajske, v Indiji, v Indoneziji in še posebno na Javi. Kurkuma je tesna sorodnica ingverja. Trsju podobna trajnica v višino zraste do enega metra. Ima izredno dekorativne in velike liste ter čudovite belorumene cvetove. Imenujejo jo tudi »Indijski žafran«, »rumeni ingver« ali »kitajske korenine«. Deli rastline, ki jedi in oblačila obarvajo rumeno, so rizomi, torej podzemna stebla.

## Vrste
- Curcuma aeruginosa Roxb. (1810).
- Curcuma albicoma S.Q. Tong (1986).
- Curcuma albiflora Thwaites (1861).
- Curcuma alismatifolia Gagnep. (1903)
- Curcuma amada Roxb. (1810)
- Curcuma amarissima Roscoe (1826).
- Curcuma angustifolia Roxb. (1810).
- Curcuma aromatica Salisb. (1808)
- Curcuma attenuata Wall. ex Baker (1890).
- Curcuma aurantiaca van Zijp (1915).
- Curcuma australasica Hook.f. (1867).
- Curcuma bakeriana Hemsl. (1892) nomen illegit.
- Curcuma bicolor Mood & K.Larsen (2001).
- Curcuma bhatii (R.M. Smith) Skornickova & M. Sabu (2005).
- Curcuma burttii K. Larsen & R.M. Smith (1978).
- Curcuma caesia Roxb. (1810).
- Curcuma ceratotheca K. Schum. (1899).
- Curcuma chuanezhu Z.Y. Zhu (1990), nomen illegit.
- Curcuma chuanhuangjiang Z.Y. Zhu (1990), nomen illegit.
- Curcuma chuanyujin C.K. Hsieh & H. Zhang (1990).
- Curcuma cochinchinensis Gagnep. (1907).
- Curcuma codonantha Skornickova (2003).
- Curcuma coerulea K. Schum. (1904).
- Curcuma colorata Valeton (1918).
- Curcuma comosa Roxb. (1810).
- Curcuma coriacea Mangaly & M. Sabu (1988 publ. 1989).
- Curcuma decipiens Dalzell (1850).
- Curcuma domestica Valeton (1918), syn. Curcuma longa Linn.
- Curcuma ecalcarata Sivar. & Balach. (1983).
- Curcuma euchroma Valeton (1918).
- Curcuma ecomata Craib (1912).
- Curcuma elata Roxb. (1820).
- Curcuma exigua N. Liu (1987).
- Curcuma ferruginea Roxb. (1810).
- Curcuma flaviflora S.Q. Tong (1986).
- Curcuma glans K. Larsen & Mood (2001).
- Curcuma gracillima Gagnep. (1903).
- Curcuma grandiflora Wall. ex Baker (1892).
- Curcuma haritha Mangaly & M. Sabu (1993).
- Curcuma harmandii Gagnep. (1907).
- Curcuma heyneana Valeton & van Zijp (1917).
- Curcuma inodora Blatt. (1930 publ. 1931).
- Curcuma karnatakensis Amalraj (1991).
- Curcuma kudagensis Velayudhan, V.S. Pillai & Amalraj (1990).
- Curcuma kwangsiensis S.G. Lee & C.F. Liang (1977).
- Curcuma lanceolata Ridley (1907).
- Curcuma larsenii C. Maknoi & T. Jenjittikul (2006).
- Curcuma latiflora Valeton (1913).
- Curcuma latifolia Roscoe (1825).
- Curcuma leucorrhiza Roxb. (1810).
- Curcuma loerzingii Valeton (1918).
- Curcuma longa L. (1753) :
- Curcuma longispica Valeton (1918).
- Curcuma malabarica Velayudhan, Amalraj & Muralidharan (1990).
- Curcuma mangga Valeton & van Zijp (1917).
- Curcuma meraukensis Valeton (1913).
- Curcuma mutabilis Skornickova, M. Sabu & Prasanthkumar (2004).
- Curcuma neilgherrensis Wight (1853).
- Curcuma nilamburensis K.C. Velayudhan et al. (1994).
- Curcuma oligantha Trimen (1885).
- Curcuma ornata Wall. ex Baker (1890).
- Curcuma parviflora Wall. (1830).
- Curcuma parvula Gage (1905).
- Curcuma peethapushpa Sasidh. & Sivar. (1988 publ. 1989).
- Curcuma petiolata Roxb. (1820).
- Curcuma phaeocaulis Valeton (1918).
- Curcuma pierreana Gagnep. (1907).
- Curcuma plicata Wall. ex Baker (1890).
- Curcuma porphyrotaenia Zipp. ex Span. (1841).
- Curcuma prakasha S. Tripathi (2001 publ. 2002).
- Curcuma pseudomontana J. Graham (1839).
- Curcuma purpurascens Blume (1827).
- Curcuma purpurea Blatt. (1930 publ. 1931).
- Curcuma raktakanta Mangaly & M. Sabu (1988 publ. 1989).
- Curcuma reclinata Roxb. (1810).
- Curcuma rhabdota Sirirugsa & M.F. Newman (2000).
- Curcuma rhomba Mood & K. Larsen (2001).
- Curcuma roscoeana Wall. (1829).
- Curcuma rubescens Roxb. (1810).
- Curcuma rubrobracteata Skornickova, M. Sabu & Prasanthkumar (2003).
- Curcuma sichuanensis X.X. Chen (1984).
- Curcuma singularis Gagnep. (1907).
- Curcuma sparganiifolia Gagnep. (1903).
- Curcuma stenochila Gagnep. (1903).
- Curcuma strobilifera Wall. ex Baker (1890).
- Curcuma sulcata Haines (1923).
- Curcuma sumatrana Miq. (1861).
- Curcuma sylvatica Valeton (1918).
- Curcuma thalakaveriensis Velayudhan et al. (1991).
- Curcuma thorelii Gagnep. (1907).
- Curcuma trichosantha Gagnep. (1907).
- Curcuma vamana M. Sabu & Mangaly (1987 publ. 1988).
- Curcuma vellanikkarensis K.C. Velayudhan et al. (1994).
- Curcuma wenyujin Y.H. Chen & C. Ling (1981).
- Curcuma wenchowensis Y.H. Chen & C. Ling (1975).
- Curcuma xanthorrhiza Roxb. (1820)
- Curcuma yunnanensis N. Liu & C. Senjen (1987).
- Curcuma zedoaria (Christm.) Roscoe (1807)

## Vsebnost kurkume
Kurkuma v svoji koreniki vsebuje eterično olje, ostre snovi in rumeno barvilo.

## Uporaba

### Uporaba v naravnem zdravilstvu
Kurkumo uporabljajo v zdravilstvu za pospeševanje izločanja žolča, ker stiska žolčni mehur. Eterično olje kurkume topi žolčne kamne, skupaj z barvilom pa razkužujeta žolčni mehur in žolčevod ter blažita njuno vnetje. V indijski tradicionalni medicini (ajurveda) se uporablja že tisočletja za zdravljenje rakastih obolenj in pri pojavih luskavice (psoriaze), prav tako pa tudi v kozmetičnih pripravkih.

### Uporaba v kulinariki
Uporabljamo jo kot dodatek in začimbo, ki da jedem rumeno barvo, njena aroma pa ni bistvena za jed. Uporablja se v indijskih in šrilanških jedeh. Pospešuje prebavo in ima antiseptične učinke. Pridobivajo jo večinoma iz zmlete korenine rastline Curcuma longa, ki raste na Šri Lanki in predstavlja pri barvanju jedi cenejšo alternativo za kašmirski žafran (saffron). Tudi sicer se uporablja kot naravno barvilo tkanin, ki jih obarva v lepo rumeno barvo. Registrirana je v angleškem seznamu naravnih barvil z oznako C.I.75300 ali- naravno rumena 3. Med registriranimi dodatki (aditivi) v hrani pa je označena s kodo E 100.